# Kalmycká vlajka

Kalmycká vlajka
Poměr stran: 1:2

Vlajka Kalmycka, jedné z autonomních republik Ruské federace, je tvořena žlutým listem (v zákoně se hovoří o zlatožluté barvě) o poměru stran 1:2. Uprostřed listu je světlemodré kruhové pole a v něm bílý květ lotosu, tvořený devíti lístky. Průměr kruhového pole odpovídá 4/7 šířky vlajky.
Žluté barva vlajky symbolizuje vyznání lidu, barvu pleti a sluncem zalitou republiku. Lotos, symbolizuje cestu ke světlé budoucnosti, k prosperitě, blahobytu a štěstí národů Kalmycka.

## Historie
4. listopadu 1920 vznikla v rámci Sovětského svazu Kalmycká autonomní oblast. Kalmycká ASSR byla vytvořena 10. října 1935. V prosinci 1943 byl celý národ Kalmyků obviněn z kolaborace s Němci, Kalmycká ASSR byla zrušena a rozdělena mezi okolní ruské oblasti. Až 9. ledna 1957 bylo Kalmycko obnoveno jako správní celek se statusem autonomní oblasti a 29. července 1958 pak byla oblast znovu povýšena na ASSR.
V roce 1937 byla kalmycká vlajka popsána v nově přijaté ústavě Kalmycké ASSR v článku č. 112 jako vlajka RSFSR, tedy červeným listem, který měl v horním rohu zlatá (žlutá) písmena „RSFSR“ v azbuce a latince a pod nimi „Kalmycká ASSR“ v ruštině a kalmyčštině. Text písma není jasný, zřejmě se měnil (např. tečky mezi písmeny).
Výnosem PVS Kalmycké ASSR ze dne 29. října 1958 se stala vlajkou Kalmycké ASSR vlajka RSFSR s doplněním názvu republiky v ruštině a v kalmyčtině.
Žlutá barva (tak jako na současné vlajce) byla použita již na vlajce, kterou vytvořili Kalmyčtí emigranti v roce 1932. Také se jednalo o žlutý list s modrým kruhem uprostřed. Kruh znázorňoval letícího sokola a 9 jačích ocasů, symbolizujících Čingischána. (není obrázek)

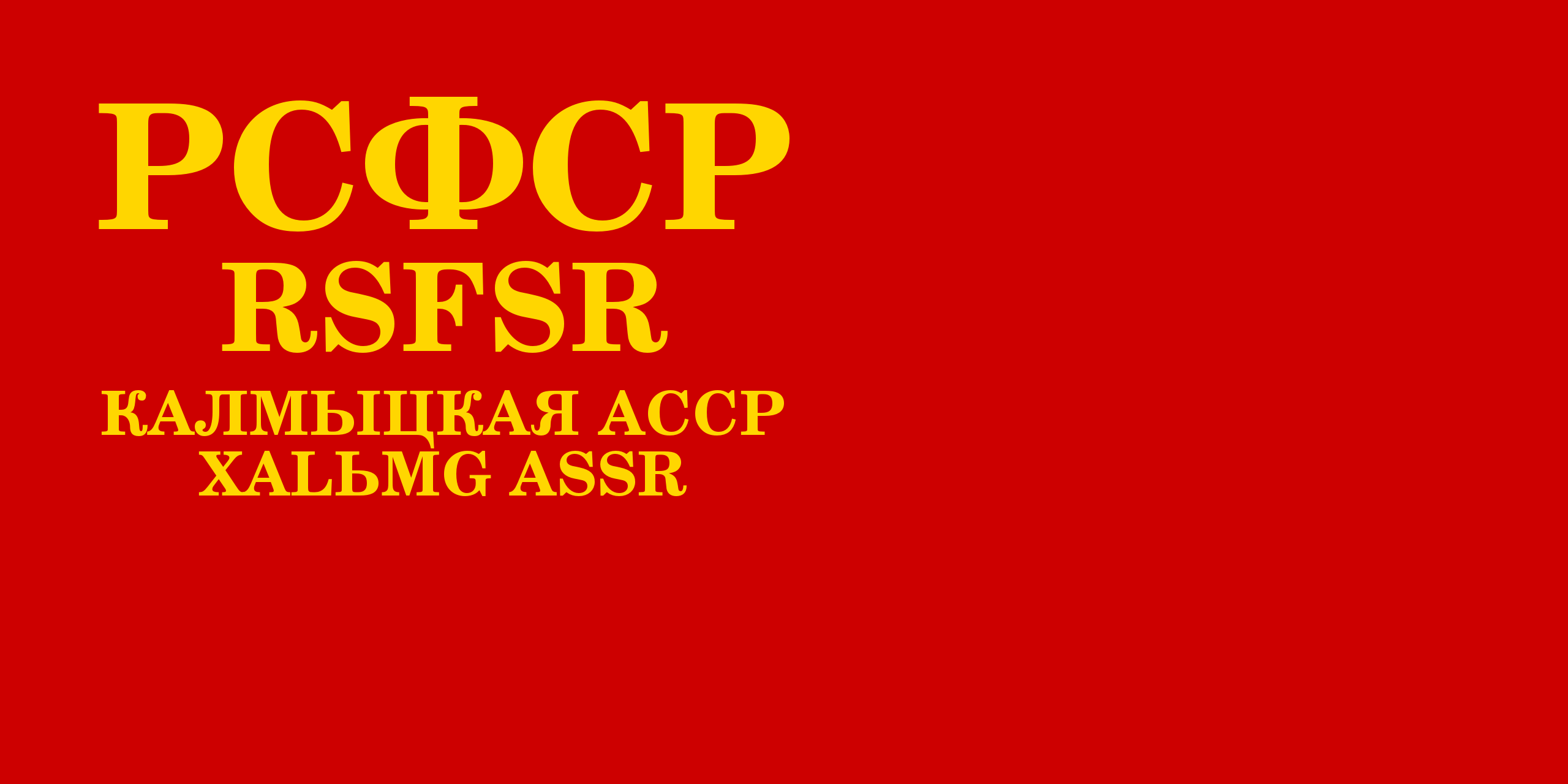
Vlajka Kalmycké ASSR (1937–1943) Poměr stran: 1:2
Vlajka Kalmycké ASSR (1958–1992) Poměr stran: 1:2

18. října 1990 byla vyhlášena svrchovanost a vyhlášena Kalmycká SSR. 20. února 1992 byla země přejmenována na Republika Kalmycko – Chal’mg Tangč. 12. dubna 1993 byla země opět přejmenována na Republika Kalmycko, což potvrdil i výnos č. 173 prezidenta Ruské federace.
30. října 1992 přijala Nejvyšší rada republiky zákon č. 421-IX „O změnách a doplňcích ústavy”, kterým se upravil článek č. 158 o vlajce. Vlajkou Kalmycka se stal list o poměru stran 1:2 se třemi vodorovnými pruhy: modrým, žlutým a červeným (v originále lazurovým, zlatožlutým a jasně červeným) o poměru šířek 1:2:1. Uprostřed žlutého pruhu byl v kruhu o průměru rovném 1/4 šířky vlajky emblém (kalmycky chalmg) – stylizovaný plamen nad dvěma zvlněnými pruhy. Kruh i emblém byly v červené barvě.
Vlajka byla slavnostně vztyčena 4. listopadu 1992, při příležitosti výročí Kalmycké AO, před tím ji vysvětil lamaistický duchovní. Autorem vlajky byl poslanec Nejvyšší rady a ředitel Kalmyckého ústavu společenských věd Pjotr Cedenovič Bitkejev. Vlajka byla inspirována donskou vlajkou z roku 1918 (na konci 18. století patřili Kalmyci mezi kozácký stav donského vojska). Žlutá je tradiční barva lamaismu, žlutý pruh, symbolizující Kalmyky byl proto širší.

Vlajka Republiky Kalmycko (1958–1992) Poměr stran: 1:2

30. července 1993 byla přijata současná vlajka (usnesením parlamentu č. 65-IX). Vítězem soutěže na vlajku i znak byl umělec Bata Badmaevich Erdneev.

## Vlajka kalmyckého prezidenta

Vlajka kalmyckého prezidenta Poměr stran: 1:1

## Vlajky kalmyckých rajónů

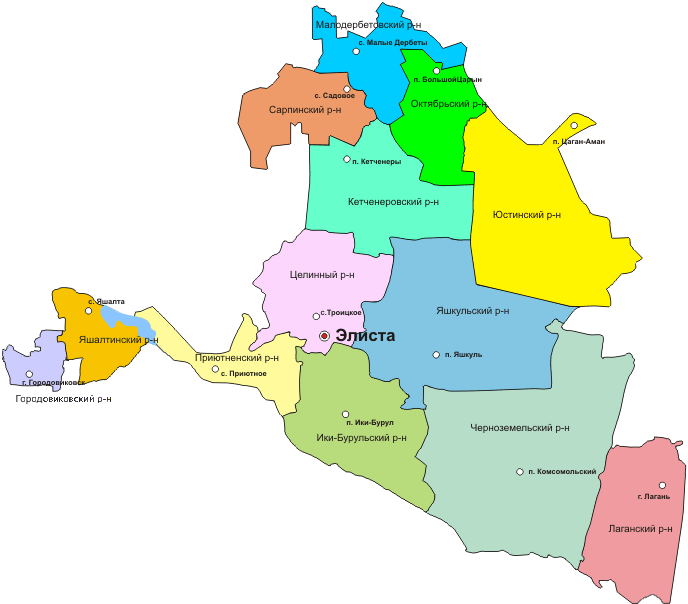
Administrativní členění Kalmycka

Kalmycko se člení na jedno město republikového významu a 13 rajónů.

Elista Poměr stran: 2:3
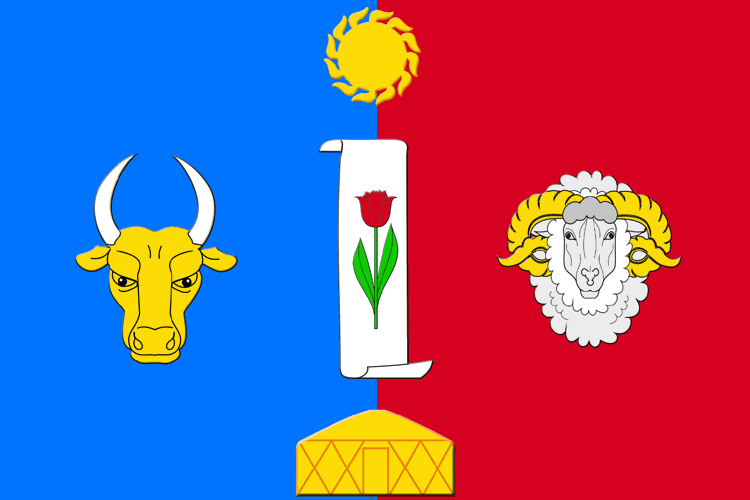
Černozemelský rajón Poměr stran: 2:3